# Kiso Shinrin Tetsudō

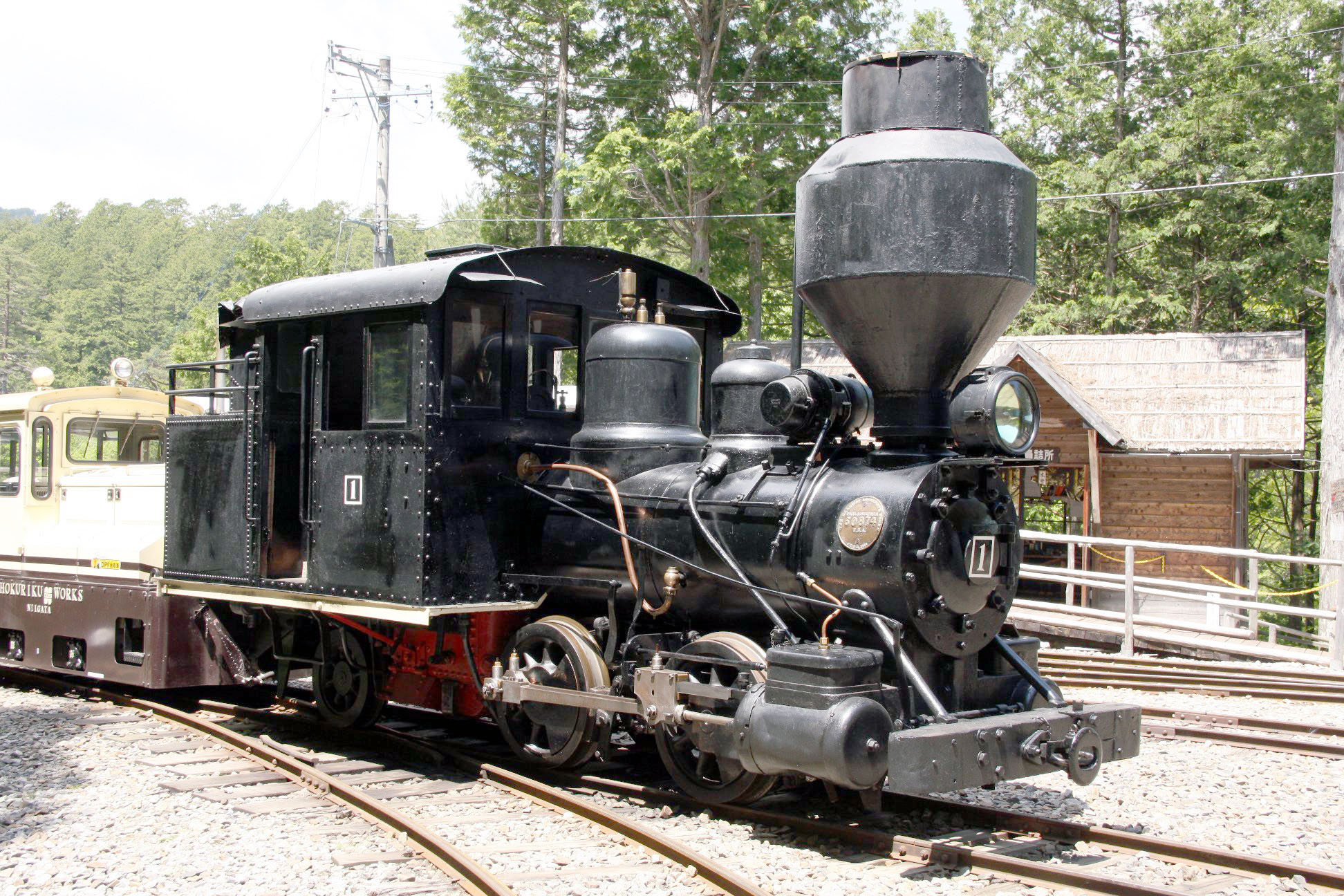
Baldwin-Lokomotive der Kiso-Waldbahn

Personenwagen der Kiso-Waldbahn

Die Kiso Shinrin Tetsudō (jap. 木曽森林鉄道, Kiso-Waldbahn) war ein 400 km langes Waldbahn-Netz mit 762 mm Spurweite im Kiso-Tal (木曾谷, Kiso-dani) in der japanischen Präfektur Nagano.

## Geschichte
Die Waldbahn wurde anfänglich zum Holztransport in den Sicheltannenwäldern in der Region gebaut. Der Kiso-Wald gehörte früher einem dort ansässigen Fürsten, aber der Besitz ging während der Meiji-Restauration in den Besitz der kaiserlichen Familie über. Die Schmalspurbahn wurde 1901 gebaut und anfangs von Hand oder mit Zugtieren gezogen. Die ersten Lokomotiven der Bauart B1 (0-4-2T) wurden 1907 von den Baldwin Locomotive Works geliefert. Es gab später weitere Baldwin-Lokomotiven sowie eine Shay-Lokomotive, die an die Alishan-Waldbahn in Taiwan verkauft wurde, als diese Bahnlinie öffnete. 
Die Streckenführung wurde 1920 mit Stahlbrücken und 24 Tunneln stark umgebaut. Die Bahnlinie wurde schrittweise von 1966 bis 1976 außer Betrieb genommen.